# Bonnacon

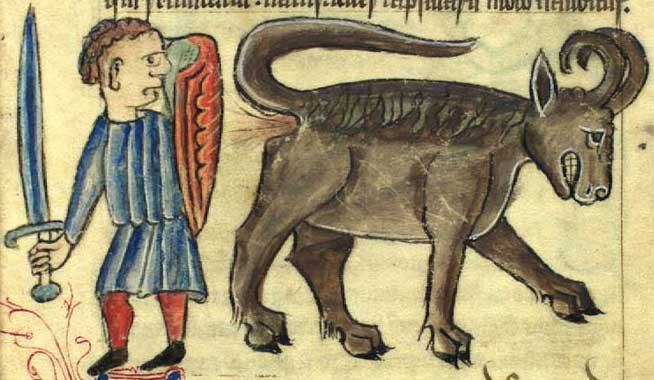
Bonnacon, från en medeltida handskrift

Bonnacon (även kallad Bonacon, Bonasus) är ett mytologiskt djur som omtalas i Makedonien och som försvarar sig genom att defekera, det vill säga fisa, eld på motståndaren. Djuret finns omtalat av Plinius den äldre i Naturalis Historia.